# SingStar Italian Greatest Hits
SingStar Italian Greatest Hits es la última versión exclusiva para Italia y los países colindantes de habla italiana. Se trata de una colección más, de 20 exitosos temas italianos. Este es el último título regionalizado que Sony lanzó en estos países. En España se lanzó SingStar Clásicos, mientras que en Alemania SingStar Schlager; en Francia, SingStar Pop Hits 4.

## SingStar Italian Greatest HitsTrack List
| SingStar Italian Greatest Hits |                                    |
| 883                            | "Come Mai"                         |
| 883                            | "Una Canzone D’Amore"              |
| Anna Oxa                       | "Senza Pietà"                      |
| Biagio Antonacci               | "Convivendo"                       |
| Donatella Rettore              | "Cobra"                            |
| Leali & Oxa                    | "Ti Lascerò"                       |
| Francesco Renga                | "Meravigliosa (La luna)"           |
| Irene Grandi                   | "Bambine Cattive"                  |
| Jovanotti                      | "Ragazzo Fortunato"                |
| Ligabue                        | "A Che Ora è La Fine del Mondo"    |
| Gruppo Italiano                | "Tropicana"                        |
| Luca Di Risio                  | "Calma E Sangue Freddo"            |
| Paola & Chiara                 | "Vamos a Bailar (Esta Vida Nueva)" |
| Pupo                           | "Su Noi"                           |
| Simone Cristicchi              | "Vorrei Cantare Come Biagio"       |
| Subsonica                      | "Nuova Ossessione"                 |
| Tiziano Ferro                  | "Sere Nere"                        |
| Umberto Balsamo                | "Balla"                            |
| Vasco Rossi                    | "Vita Spericolata"                 |
| Zucchero                       | "Donne"                            |